# Юдозеро
Юдозеро — пресноводное озеро на территории Поросозерского сельского поселения Суоярвского района Республики Карелии.

## Общие сведения
Площадь озера — 2,6 км². Располагается на высоте 186,1 метров над уровнем моря.
Форма озера лопастная, продолговатая: оно почти на три километра вытянуто с юго-запада на северо-восток. Берега изрезанные, каменисто-песчаные, преимущественно заболоченные.
Из юго-западного залива Юдозера берёт начало река Юдозерка, впадающая в реку Болу, в свою очередь, впадающую в озеро Гимольское, через которое течёт река Суна.
В озере расположено не менее четырёх безымянных островов различной площади.
Северо-восточную оконечность Юдозера огибает дорога местного значения 86К-7 («Муезерский — Гимолы — Поросозеро»).
Населённые пункты вблизи водоёма отсутствуют.
Код объекта в государственном водном реестре — 01040100211102000017814.

## Панорама

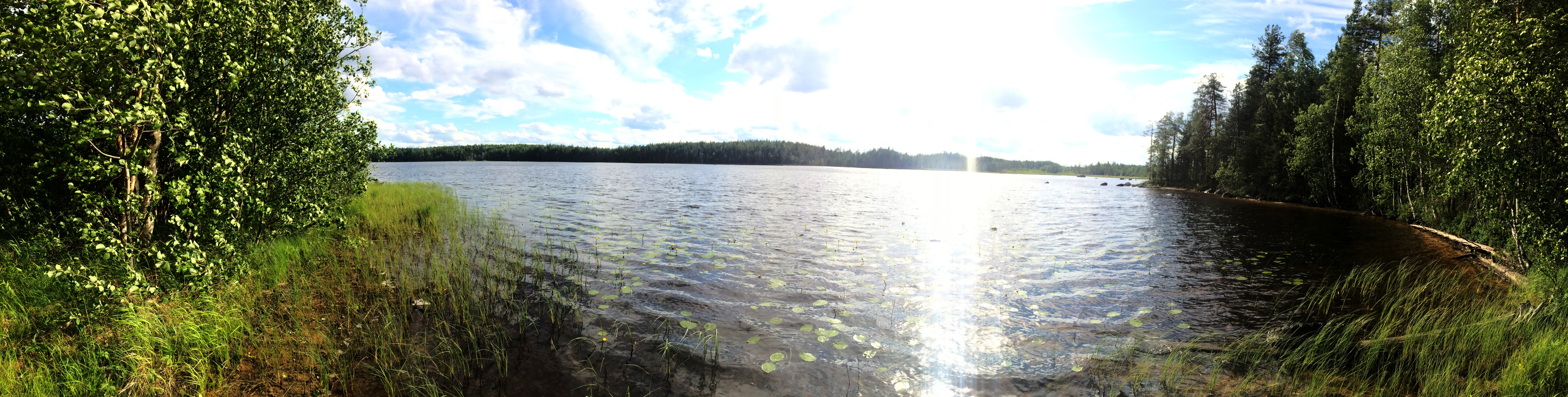
Панорама